# Neoeutrypanus decorus
Neoeutrypanus decorus (лат.) — вид усачей трибы Acanthocinini из подсемейства ламиин.

## Описание
Коренастые жуки с булавовидными бёдрам. От близких видов отличается следующими признаками: 
на каждом надкрылье по четыре неправильных пятна чёрного опушения, окруженных белым опушением; пронотум с тупым округлым выступом по бокам от середины в передней половине; усики со щетинками; переднегрудь со срединным латеральным бугорком; первый членик задних лапок немного длиннее, чем два следующих вместе.

## Распространение
Встречаются в Северной: Гватемала, Гондурас, Коста-Рика, Мексика, Панама.